# Пилаво
Пилаво (на македонска литературна норма: Пилаво) е археологически обект, енеолитно селище, разположено на възвишение на левия бряг на Брегалница, в близост до кочанското село Бурилчево, Република Северна Македония.
Това е проучено селище от Каменно-медната епоха или от преходен период от Новокаменната епоха. Според анализа, извършен по метода С14, селището е било активно около средата на V хилядолетие преди Христа. През този период племената, разкъсани от войната, изграждат селищата си на високи плата, които са труднодостъпни и естествено защитени, както и подходящи за отбрана. В близост до селищата има реки или други водоизточници, за да се осигурят необходимите условия за живот. Такова е точно и мястото на Пилаво, което се издига на равнинно плато, на няколко десетки метра от вливането на Злетовска река в Брегалница. По време на археологическите проучвания на Пилаво е открито двупластово селище, от което една част от подвижния археологически инвентар е изложен.
- Антропоморфна пластика от Пилаво
- Керамика от Пилаво